# Frankfort (Dakota del Sud)
Frankfort és una població dels Estats Units a l'estat de Dakota del Sud. Segons el cens del 2000 tenia 166 habitants.

## Demografia
Segons el cens del 2000, Frankfort tenia 166 habitants, 81 habitatges, i 43 famílies. La densitat de població era de 83,2 habitants per km².
Dels 81 habitatges en un 18,5% hi vivien nens de menys de 18 anys, en un 48,1% hi vivien parelles casades, en un 4,9% dones solteres, i en un 46,9% no eren unitats familiars. En el 40,7% dels habitatges hi vivien persones soles el 14,8% de les quals corresponia a persones de 65 anys o més que vivien soles. El nombre mitjà de persones vivint en cada habitatge era de 2,05 i el nombre mitjà de persones que vivien en cada família era de 2,84.
Per edats la població es repartia de la següent manera: un 20,5% tenia menys de 18 anys, un 6,6% entre 18 i 24, un 15,7% entre 25 i 44, un 31,9% de 45 a 60 i un 25,3% 65 anys o més.
L'edat mediana era de 49 anys. Per cada 100 dones de 18 o més anys hi havia 109,5 homes.
La renda mediana per habitatge era de 30.357 $ i la renda mediana per família de 39.688 $. Els homes tenien una renda mediana de 22.500 $ mentre que les dones 17.000 $. La renda per capita de la població era de 14.989 $. Entorn del 4,3% de les famílies i el 9,2% de la població estaven per davall del llindar de pobresa.

## Poblacions més properes
El següent diagrama mostra les poblacions més properes.

## Fills il·lustres
- Wilbur Thompson (1921 – 2013). Atleta, medallista als Jocs Olímpics d'Estiu de 1948.